# Andrewsiella oceanica
Andrewsiella oceanica är en insektsart som beskrevs av Izzard 1936. Andrewsiella oceanica ingår i släktet Andrewsiella och familjen Acanaloniidae. Inga underarter finns listade i Catalogue of Life.